# Pont de Frieira
Le Pont de Frieira est un pont médiéval portugais situé sur la rivière Vale de Moinhos, dans la freguesia de Macedo do Mato, qui appartient aux concelho et district de Bragance, dans le Nord du Portugal,,. Il dessert une route municipale, et est situé à 200 mètres du pont plus récent sur lequel passe la Nationale EN 317, qui relie Vinhas et Izeda. Il est l'un des nombreux édifices historiques de Frieira, qui disposait du statut de vila et de siège de Concelho jusqu'au milieu du XIXe siècle.

## Histoire et caractéristiques
La construction du pont de Frieira remonte vraisemblablement au XVe siècle,. L'édifice, qui présente une architecture singulière, est construit en maçonnerie de pierre de schiste. Remarquablement robuste, il est édifié sur cinq arcs ronds parfaits, l'arc central ayant des dimensions supérieures aux autres. Les douelles des arcs sont d'étroites plaques de schiste taillées. Le pont dispose de pièces taillées (talhamares) renforçant sa structure, dont la seule de forme cylindrique se trouve en amont (a jusante). Le tablier est construit en forme de rampe. Il adopte une forme de chevalet au niveau de l'arc central (le plus grand), et est délimité par des gardes construites avec des pierres de schiste disposées verticalement. Le pont est pavé de pierre traditionnelle portugaise (calçada). Du point de vue de sa typologie, il a des caractéristiques similaires au pont de Gimonde, situé dans la municipalité de Bragança, et semble remonter à la fin du Moyen Âge.
Historiquement, le pont de Frieira témoigne de la mise en place d'infrastructures par la toute jeune dynastie d'Aviz dans les régions les plus reculées du pays pendant la période des Découvertes portugaises. Jusqu'au XXe siècle, il constitue l'unique accès au village de Sanceriz. Récemment[Quand ?], les autorités portugaises ont construit un nouveau pont situé à 200 mètres du pont médiéval sur lequel passe la Nationale EN 317, qui relie Vinhas et Izeda, qui a dévié l'essentiel du trafic et a contribué à la conservation effective du monument.
Le pont de Frieiras est classé Immeuble d'intérêt Municipal (Imóvel de Interesse Municipal) depuis 1990,. Il a fait en 2001 l'objet d'un projet de « Relocalisation, d'identification et d'inspection des sites » par l'Extension de l'IPA de Macedo de Cavaleiros,.

## Référence
1. ↑   (en + pt) DGPC, « Notice no 70978 », sur Património Cultural Imóvel.
2. 1 2  (pt) Aníbal Soares Ribeiro, Pontes Antigas Classificadas, Lisbonne, 1998
3. 1 2 3 4 5  (pt) « Ponte medieval de Frieira », sur www.patrimoniocultural.pt (consulté le 24 juillet 2015)
4. ↑  (pt) Álvaro Duarte de Almeida, Duarte Belo, Portugal património : Vila Real, Bragança, Círculo de Leitores, 2007 (lire en ligne)
5. 1 2  (pt) « Ponte de Frieira », sur arqueologia.patrimoniocultural.pt (consulté le 24 juillet 2015)
6. ↑  (pt) « Decreto n.º 29/90, DR, I Série, n.º 163, de 17-07-1990 », sur dre.pt, 17 juillet 1990 (consulté le 24 juillet 2015)
7. ↑  Relocalização, identificação e inspecção de sítios pela Extensão do IPA - Macedo de Cavaleiros.